# Немтен
Немтен (њем. Nehmten) општина је у њемачкој савезној држави Шлезвиг-Холштајн. Једно је од 84 општинска средишта округа Плен. Према процјени из 2010. у општини је живјело 279 становника. Посједује регионалну шифру (AGS) 1057053.

## Географски и демографски подаци
Немтен се налази у савезној држави Шлезвиг-Холштајн у округу Плен. Општина се налази на надморској висини од 41 метра. Површина општине износи 22,0 km². У самом мјесту је, према процјени из 2010. године, живјело 279 становника. Просјечна густина становништва износи 13 становника/km².